# Eurytoma
Eurytoma is een geslacht van vliesvleugeligen uit de familie Eurytomidae. De wetenschappelijke naam van dit geslacht werd in 1807 gepubliceerd door Illiger.

## Soorten
- E. abatos Walker, 1843
- E. abdita Zerova, 1995
- E. abieticola Ratzeburg, 1844
- E. abnormiclava Girault, 1915
- E. abnormicornis Walsh, 1870
- E. abrotani (Panzer, 1801)
- E. acaciae Risbec, 1951
- E. acericola Zerova, 1975
- E. aciculata Ratzeburg, 1848
- E. acroptilae Zerova, 1986
- E. acuminata Masi, 1940
- E. acuminati (Yang, 1996)
- E. acus Bugbee, 1941
- E. acuta Bugbee, 1951
- E. adenophorae Zerova, 1993
- E. adiacrita Grissell, 1974
- E. adleriae Zerova, 1995
- E. adpressa Zerova & Klymenko, 2010
- E. aemula Szelényi, 1974
- E. aequabilis Bugbee, 1973
- E. aerflora Bugbee, 1975
- E. aethiops Boheman, 1836
- E. afra Boheman, 1836
- E. agalica Narendran, 1994
- E. agrostidis Erdös, 1969
- E. albinervis Lindeman, 1881
- E. albotibialis Ashmead, 1905
- E. alexii Zerova & Klymenko, 2010
- E. alhagicola Zerova, 1981
- E. almorensis Narendran, 1994
- E. aloineae (Burks, 1958)
- E. aloisifilippoi (Russo, 1938)
- E. altifossa Bugbee, 1967
- E. altiventris Masi, 1940
- E. amaranthusa Narendran, 1994
- E. amicophaga Lotfalizadeh, 2020
- E. amplicoxa Bugbee, 1973
- E. amurensis Zerova, 1995
- E. amygdali Enderlein, 1907
- E. annilai Hedqvist, 1974
- E. annulipes Walker, 1832
- E. antica Walker, 1874
- E. antiqua (Scudder, 1878)
- E. antistrophi Bugbee, 1982
- E. anupama Narendran, 1994
- E. apantelesi Risbec, 1951
- E. apara Narendran, 1994
- E. apicalis Walker, 1832
- E. apiculae Bugbee, 1966
- E. apionidis Risbec, 1951
- E. appendigaster (Swederus, 1795)
- E. appetens Szelényi, 1974
- E. aquatica Erdös, 1955
- E. arabica Risbec, 1951
- E. arachnophaga (Girault, 1925)
- E. arctica Thomson, 1876
- E. aretheas Walker, 1839
- E. argentata Cameron, 1884
- E. argentifrons Askew, 2003
- E. arguta Zerova, 1995
- E. armenica Zerova & Fursov, 1991
- E. aroueti Girault, 1929
- E. artemisiae Zerova, 1977
- E. ascendens Graham, 1984
- E. asiatica Zerova & Seryogina, 1999
- E. asphodeli Hedqvist, 1976
- E. asphondyliae Narendran, 1994
- E. aspila (Walker, 1836)
- E. asyneumae Zerova, 1993
- E. atamiensis Ashmead, 1904
- E. aterrima (Schrank, 1781)
- E. atrateges Bugbee, 1941
- E. atripes Gahan, 1933
- E. attiva Burks, 1958
- E. augasmae Zerova, 1977
- E. aureata Bugbee, 1945
- E. aurifrons Cameron, 1884
- E. australiensis Ashmead, 1900
- E. baccae Bugbee, 1967
- E. baldingerae Erdös, 1961
- E. bangalorica Narendran, 1994
- E. banksi Ashmead, 1905
- E. basilewskyi Risbec, 1957
- E. betae (Decaux, 1891)
- E. bicolor Walsh, 1870
- E. bicolorata Zerova, 1978
- E. bicoloriventris Girault, 1915
- E. bigeloviae Ashmead, 1890
- E. biumbae Risbec, 1957
- E. blanci Kieffer, 1902
- E. blastophagi Hedqvist, 1963
- E. bolteri Riley, 1869
- E. borneana Cameron, 1911
- E. boucekia Zerova, 2007
- E. brevicoxa Zerova & Cam, 2003
- E. breviscaposa Narendran, 1994
- E. brevitergis Bugbee, 1975
- E. breviura Bugbee, 1945
- E. brevivena Bugbee, 1958
- E. bromi (Howard, 1896)
- E. browni Crawford, 1910
- E. brunneipennis Crawford, 1910
- E. brunniventris Ratzeburg, 1852
- E. bryophylli Neser, 2008
- E. bugbeei Grissell, 1974
- E. butcheri (Burks, 1969)
- E. calcarea Bugbee, 1951
- E. calicotomae Zerova, 2005
- E. californica Ashmead, 1887
- E. calycis Bugbee, 1961
- E. camaromyiae Blanchard, 1936
- E. campanulae Zerova, 1978
- E. camposa Narendran, 1994
- E. caninae Lotfalizadeh & Delvare, 2007
- E. caraganae Nikol'skaya, 1952
- E. caridei Brèthes, 1917
- E. carinatifrons Crawford, 1910
- E. carlylei Girault, 1915
- E. carpini Decaux, 1893
- E. castor Claridge, 1959
- E. castorella Erdös, 1969
- E. casuarinae Girault, 1917
- E. caudata Narendran, 1994
- E. caulicola Zerova, 1971
- E. ceanothi Bugbee, 1971
- E. cebennica Graham, 1984
- E. cedrus Bugbee, 1973
- E. celsa Bugbee, 1945
- E. celtigalla Bugbee, 1957
- E. centaureae Claridge, 1960
- E. ceratinae Narendran, 1994
- E. clarissae Zerova, 2006
- E. cleri Ashmead, 1894
- E. coleophorae Zerova, 1977
- E. coleopterae Zerova, 1978
- E. collaris Walker, 1832
- E. compressa (Fabricius, 1794)
- E. condaliae Kieffer, 1910
- E. congolense Delucchi, 1956
- E. conica Provancher, 1887
- E. contractura Bugbee, 1967
- E. contraria Walker, 1860
- E. contumax Szelényi, 1974
- E. cordoi De Santis, 1983
- E. cornuta Zerova, 2011
- E. corpulenta Bugbee, 1945
- E. couridae Cameron, 1913
- E. cousiniae Zerova, 1995
- E. coxalis Erdös, 1969
- E. crambeae Zerova, 1978
- E. crambicola Zerova, 1981
- E. crassa Bugbee, 1967
- E. crassinervis Thomson, 1876
- E. cretheis Walker, 1843
- E. crotolariae Risbec, 1951
- E. ctenodactylomyii Girault, 1917
- E. cuneiforma Bugbee, 1982
- E. curculionum Mayr, 1878
- E. curta Walker, 1832
- E. cynipicola Zerova, 1976
- E. cynipsea Boheman, 1836
- E. cypriaca Masi, 1934
- E. cyrtophorae Zerova, 2008
- E. chacoana Blanchard, 1942
- E. chaitra Narendran, 1994
- E. chrysothamni Bugbee, 1975
- E. chrysothrix Waterston, 1924
- E. daileyi Grissell, 1974
- E. danilovi Zerova, 1985
- E. danuvica Erdös, 1955
- E. decatomoides (Ashmead, 1895)
- E. densa Bugbee, 1945
- E. dentata Mayr, 1878
- E. descartesi Girault, 1925
- E. deserticola Zerova, 2004
- E. diastrophi Walsh, 1870
- E. differta Zerova, 1977
- E. diopsisi Risbec, 1956
- E. diorictriae Narendran, 1994
- E. discordans Bugbee, 1951
- E. doganlari Zerova, 2009
- E. dorcaschemae Ashmead, 1888
- E. dubia (Masi, 1917)
- E. dubiella Girault, 1915
- E. dumasi Girault, 1915
- E. duvanae Kieffer, 1910
- E. eccoptogastri Ratzeburg, 1844
- E. electa Crosby, 1909
- E. elistae Zerova, 1995
- E. elongatula Silvestri, 1915
- E. elymi Zerova, 1978
- E. emarginata Narendran, 1994
- E. enicospilusi Risbec, 1952
- E. ephedrae Narendran & Prabha Sharma, 2006
- E. epicephalae Girault, 1915
- E. erdoesi Szelényi, 1974
- E. eremuri Zerova, 2010
- E. ermolenkoi Zerova, 1984
- E. erythrinae Gates & Delvare, 2008
- E. erythroaspis Cameron, 1905
- E. esuriensi Yang, 1996
- E. eucalyptorum Girault, 1935
- E. euclus Walker, 1839
- E. eujaponica Özdikmen, 2011
- E. euphorbicola Zerova, 1994
- E. excellens Bugbee, 1945
- E. exempta Walker, 1871
- E. extincta Ratzeburg, 1852
- E. extremitatis Bugbee, 1968
- E. eylandti Girault, 1927
- E. festucae Zerova, 1977
- E. ficusgallae Boucek, 1981
- E. flaveola (Zerova, 1976)
- E. flavicrurensa Bugbee, 1951
- E. flavicrus Bugbee, 1967
- E. flavifacies Bugbee, 1969
- E. flavimana Boheman, 1836
- E. flavitegula Girault, 1915
- E. flaviventris Zerova, 1977
- E. flavocoxa Bugbee, 1941
- E. flavoscapularis Ratzeburg, 1844
- E. flavovaria (Ratzeburg, 1844)
- E. flavovultus Bugbee, 1957
- E. floridana (Ashmead, 1887)
- E. foliatae Narendran & Rita Singh, 2006
- E. foligalla Bugbee, 1969
- E. fossae Bugbee, 1967
- E. fulva Bugbee, 1941
- E. fulviscapus (Girault, 1913)
- E. fulvivena Girault, 1928
- E. fumipennis Walker, 1836
- E. furva Bugbee, 1958
- E. fusca Bugbee, 1967
- E. fuscipennis (Girault, 1913)
- E. gahani Noble, 1939
- E. galeati Girault, 1916
- E. gallephedrae Askew, 1998
- E. gallicola (Szelényi, 1968)
- E. gastra Narendran, 1994
- E. generalis Walker, 1874
- E. geniculata Brèthes, 1913
- E. ghazvini Zerova, 2004
- E. ghilarovi Zerova, 1988
- E. gibsoni Narendran, 1994
- E. gigantea Walsh, 1870
- E. giraulti Grissell & Schauff, 1990
- E. globiventris Thomson, 1876
- E. goidanichi Boucek, 1970
- E. gracilior Dalla Torre, 1898
- E. gracilis Walker, 1832
- E. graminicola Zerova, 1981
- E. grata Zerova, 1995
- E. gregi Girault, 1915
- E. guianaensis Cameron, 1913
- E. gyorfii Erdös, 1957
- E. haeckeli Girault, 1913
- E. hakonensis Ashmead, 1904
- E. hallami Girault, 1920
- E. harmolitarum Erdös, 1957
- E. harmoliticola Zerova, 1977
- E. hawthornei Girault, 1915
- E. hebes Bugbee, 1973
- E. hecale Walker, 1843
- E. helena Girault, 1933
- E. herbaria Zerova, 1994
- E. herbertonensis Girault, 1935
- E. heriadi Zerova, 1984
- E. hermonica Zerova, 2005
- E. herrerae (Ashmead, 1902)
- E. hiems Bugbee, 1945
- E. hindupurensis Gahan, 1919
- E. hirsuta Bugbee, 1941
- E. howardii Dalla Torre, 1898
- E. hybrida Zerova, 1978
- E. hypochoeridis Claridge, 1960
- E. ibaraca Zerova, 2006
- E. illinoisensis Girault, 1920
- E. imago Bugbee, 1945
- E. imminuta Bugbee, 1951
- E. impar Bugbee, 1945
- E. incerta Fullaway, 1912
- E. inconspicua Girault, 1915
- E. indi Ayyar, 1920
- E. indiana Özdikmen, 2011
- E. infracta Mayr, 1904
- E. ingens Bugbee, 1944
- E. iniquus Bugbee, 1951
- E. inornata Bugbee, 1962
- E. insignis Walker, 1871
- E. insularis Ashmead, 1894
- E. inulae Domenichini, 2002
- E. irakensis Abdul-Rassoul, 1990
- E. iranica Narendran & Lotfalizadeh, 1999
- E. iranicola Zerova, 2007
- E. istriana Schmidt, 1851
- E. ivohibei Risbec, 1957
- E. jaceae Mayr, 1878
- E. jaltica Zerova, 1994
- E. japonica Walker, 1873
- E. joanna Girault, 1935
- E. johnsoni Girault, 1925
- E. jozsefi Zerova, 1977
- E. juglansi Yang, 1996
- E. juncea Rondani, 1877
- E. juniperina Marcovitch, 1915
- E. kangasi Hedqvist, 1966
- E. kareliniae Zerova, 2010
- E. karnatakensis Mukerjee, 1981
- E. kasaragodensis Mukerjee, 1981
- E. kashiensis Liao, 1979
- E. kemalpasensis Narendran, Tezcan & Civelek, 1995
- E. keralensis Özdikmen, 2011
- E. koeleriae Erdös, 1969
- E. kondarica Zerova, 1994
- E. korneyevi Zerova, 1995
- E. krishtali Zerova, 1978
- E. kulamensis Narendran, 1994
- E. kuslitzkyi Zerova, 2011
- E. lactucae Bugbee, 1973
- E. lacunae Bugbee, 1967
- E. lahji Zerova, 2008
- E. laricis Yano, 1918
- E. larvicola Girault, 1925
- E. lasciva Szelényi, 1974
- E. laserpitii Mayr, 1878
- E. lata Bugbee, 1945
- E. lathyri Zerova, 1979
- E. laxitas Bugbee, 1941
- E. leeuwenhoeki Girault, 1929
- E. leguminum Erdélyi & Szelényi, 1975
- E. leleyi Zerova, 1987
- E. lepidopterae Risbec, 1951
- E. leptovena Bugbee, 1941
- E. leuconeura Cameron, 1913
- E. leucoptera Walker, 1874
- E. levidensis Bugbee, 1945
- E. leviuscula Szelényi, 1976
- E. levivultus Bugbee, 1957
- E. levo Bugbee, 1967
- E. linariae Zerova, 1987
- E. lincolni Girault, 1913
- E. linearis Bugbee, 1945
- E. lobopterae Erdös, 1964
- E. longavena Bugbee, 1951
- E. longicauda Yang, 1996
- E. longicornis Walker, 1874
- E. longipennis Walker, 1832
- E. longipes Zerova, 2008
- E. longipetiolata Girault, 1915
- E. longitarsis Zerova, 2008
- E. lucidula Zerova, 1995
- E. lutea Bugbee, 1967
- E. lycti Ashmead, 1894
- E. lyubae Zerova, 1995
- E. mabari Zerova, 2008
- E. maculipes Motschulsky, 1863
- E. magdalidis Ashmead, 1894
- E. mali Bugbee, 1967
- E. mammae Bugbee, 1967
- E. manilensis Ashmead, 1904
- E. manpurensis Mukerjee, 1981
- E. martellii Domenichini, 1960
- E. maslovskii Nikol'skaya, 1945
- E. maura Boheman, 1836
- E. mayri Ashmead, 1887
- E. mazzinii Girault, 1913
- E. melanagromyzae Narendran, 1994
- E. melikai Zerova, 2009
- E. menon Walker, 1839
- E. mexicana Özdikmen, 2011
- E. microneura Ratzeburg, 1852
- E. minasensis De Santis & Fernandes, 1989
- E. minax Szelényi, 1974
- E. minnesota Girault, 1916
- E. minutivespa Girault, 1929
- E. minutula Dalla Torre, 1898
- E. mitsukurii Ashmead, 1904
- E. monemae Ruschka, 1918
- E. mongolica Zerova, 1977
- E. monticola Zerova, 2005
- E. mordax Girault, 1915
- E. morio Boheman, 1836
- E. motleyi Girault, 1935
- E. mucronura Bugbee, 1941
- E. multipunctum Girault, 1915
- E. myartsevi Zerova, 1995
- E. nalanda Narendran, 1994
- E. narendrani Zerova, 2009
- E. nartshukae Zerova, 1977
- E. natalensis Cameron, 1907
- E. neesii Walker, 1852
- E. nelsonia Girault, 1915
- E. neocaraganae Liao, 1979
- E. neomexicana Girault, 1920
- E. neoverticillata Narendran, 1994
- E. nevadensis (Ashmead, 1894)
- E. nevoi Zerova, 2008
- E. nigra (Girault, 1914)
- E. nigricoxa Provancher, 1887
- E. nigripedicel Girault, 1925
- E. nigripes Girault, 1915
- E. nigrita Dalman, 1820
- E. nigroculex Girault, 1929
- E. nikkoensis Ashmead, 1904
- E. nikolskayae Zerova, 1989
- E. nippon Girault, 1916
- E. nochurae Zerova, 1995
- E. nodulosa Ratzeburg, 1848
- E. nova Zerova, 2001
- E. novalis Zerova, 1978
- E. nox Girault, 1928
- E. noxialis (Portschinsky, 1881)
- E. nympha (Girault, 1913)
- E. obesa Risbec, 1957
- E. obscura Boheman, 1836
- E. obtusa Bugbee, 1967
- E. obtusilobae Ashmead, 1885
- E. obtusiventris Gahan, 1934
- E. ochraceipes Kalina, 1970
- E. olbus Walker, 1839
- E. oleae Silvestri, 1915
- E. oliphantis Hedqvist, 1976
- E. omnirubricornis (Girault, 1922)
- E. onobrycola Zerova, 1994
- E. onobrychidis Nikol'skaya, 1933
- E. oophaga Silvestri, 1920
- E. orbi Zerova, 2007
- E. orbicaulis Bugbee, 1982
- E. orbiculata Say, 1836
- E. orchidearum (Westwood, 1869) – Cattleyawespje
- E. oreni Zerova, 2008
- E. orientalis Zerova, 1995
- E. orseoliphaga Delvare, 1988
- E. pachyneuron Girault, 1916
- E. padi Vereshchagin, 1953
- E. palustris Erdös, 1957
- E. pallidiceps Spinola, 1851
- E. palliditarsis Cameron, 1911
- E. paracynipsea Zerova, 1998
- E. paraguayensis Girault, 1911
- E. paraliae Graham, 1984
- E. paramygdali Zerova & Fursov, 1991
- E. pareuphorbiae Zerova, 1994
- E. parva Phillips, 1918
- E. parvula Thomson, 1876
- E. pax Girault, 1913
- E. pediaspisi Pujade i Villar, 1994
- E. pedicellata Yang, 1996
- E. peethapada Narendran, 1994
- E. pentaspina Narendran, 1994
- E. penuria Bugbee, 1973
- E. peraffinis Ashmead, 1894
- E. perineti Risbec, 1952
- E. petiolata Förster, 1841
- E. petioliventris Cameron, 1884
- E. petrosa Zerova, 1994
- E. phalaridis Graham, 1974
- E. philager (Walker, 1839)
- E. philorobinae Liao, 1979
- E. phleidis Erdös, 1969
- E. phloeotribi Ashmead, 1894
- E. phlomidis Zerova, 1978
- E. phragmiticola Zerova, 1978
- E. phytophaga Girault, 1919
- E. picea Bugbee, 1967
- E. picus Girault, 1914
- E. piezotracheli Rasplus, 1988
- E. pigra Burks, 1958
- E. pilicornis Cameron, 1905
- E. pineticola Zerova, 1981
- E. pinetorum Ratzeburg, 1852
- E. pini Bugbee, 1958
- E. pinisilvae Bugbee, 1981
- E. pissodis Girault, 1917
- E. pistaciae Rondani, 1877
- E. piurae Crawford, 1912
- E. plana Bugbee, 1944
- E. pletiodropa Delvare, 1988
- E. plotnikovi Nikol'skaya, 1934
- E. poincarei Girault, 1913
- E. poloni Girault, 1920
- E. polygraphi (Ashmead, 1894)
- E. pollux Claridge, 1959
- E. poredipleta Delvare, 1988
- E. poroensis Mukerjee, 1981
- E. potentillae Zerova, 1995
- E. profunda Bugbee, 1967
- E. promecothecae Ferrière, 1939
- E. pruni Yang, 1996
- E. prunicola Walsh, 1870
- E. pseudocynipsea Zerova, 2003
- E. pseudononis Liao, 1979
- E. puella Girault, 1915
- E. pulchella (De Stefani, 1898)
- E. pumila Förster, 1841
- E. punctatella Zerova, 1978
- E. punctatifossa Girault, 1925
- E. punctifronta Narendran, 1994
- E. punctigastra Narendran, 1994
- E. punctulata Förster, 1841
- E. pusilla Boheman, 1836
- E. pyrrhidii Erdös, 1969
- E. pyrrhocera Crawford, 1911
- E. quadrata Bugbee, 1945
- E. quadrispina Narendran, 1994
- E. querceticola Zerova, 1995
- E. querciglobuli (Fitch, 1859)
- E. quercipisi (Fitch, 1859)
- E. quinquenotata Girault, 1915
- E. radhakrishnani Narendran, 1994
- E. radicicola Risbec, 1952
- E. rajeevi Narendran, 1994
- E. ramdasi Narendran, 1994
- E. ranjithi Narendran, 1994
- E. raoi Narendran, 1994
- E. regiae Yang, 1996
- E. reunionensis Risbec, 1957
- E. rhois Crosby, 1909
- E. ridiaschinae Brèthes, 1916
- E. risa Narendran, 1994
- E. risbecomaphaga Rasplus, 1988
- E. robusta Mayr, 1878
- E. rosae Nees, 1834
- E. roseni Claridge, 1959
- E. rubribacca Bugbee, 1968
- E. rubrigalla Bugbee, 1968
- E. rubriventris Girault & Dodd, 1915
- E. rufa Zerova, 1970
- E. ruficornis Yang, 1996
- E. rufipes Walker, 1832
- E. rufitarsus Walker, 1834
- E. ruthenica Zerova & Klymenko, 2010
- E. sabiae Mani, 1969
- E. sabulosa Erdös, 1957
- E. saccharicola (Mani, 1941)
- E. salicigalla Bugbee, 1970
- E. salicisaquatica Bugbee, 1970
- E. salsa Zerova, 1995
- E. saltinata Girault, 1927
- E. salvicola Zerova, 2003
- E. samsonowi Vassiliev, 1915
- E. sarcophaga Girault, 1915
- E. saussureae Zerova, 1995
- E. scabra Förster, 1841
- E. scabritigera Bugbee, 1982
- E. scalaris Graham, 1984
- E. scaposa Szelényi, 1974
- E. sciromatis Bugbee, 1962
- E. scolyti Yang, 1996
- E. scrobata Narendran, 1994
- E. scrophulariae Zerova, 1981
- E. sculptura Girault, 1915
- E. schaeferi Yasumatsu & Kamijo, 1979
- E. schreineri Schreiner, 1908
- E. semicircula Bugbee, 1967
- E. semifuscicornis Girault, 1915
- E. seminigrifemur Girault, 1935
- E. seminis Bugbee, 1941
- E. semivenae Bugbee, 1957
- E. sepulta Brues, 1910
- E. sequax Brues, 1910
- E. serratulae (Fabricius, 1798)
- E. setitibia Gahan, 1919
- E. sheelae Narendran, 1994
- E. shyamagatra Narendran, 1994
- E. siamense Zerova, 1995
- E. silvae Girault, 1915
- E. silvipuer Girault, 1927
- E. similacis (Ishii, 1931)
- E. similis Narendran, 1994
- E. simutniki Zerova, 2008
- E. sinensis Özdikmen, 2011
- E. sivinskii Gates & Grissell, 2004
- E. solenozopheriae Ashmead, 1887
- E. spadix Bugbee, 1945
- E. speciosa Girault, 1915
- E. spermophaga Silvestri, 1915
- E. spes Girault, 1915
- E. sphaera Bugbee, 1967
- E. sphegum (Fabricius, 1787)
- E. spicula Zerova, 2005
- E. spina Bugbee, 1951
- E. spinifera (Ferrière, 1929)
- E. spinipes Kalina, 1970
- E. spongiosa Bugbee, 1951
- E. squamosa Bugbee, 1967
- E. steffani Claridge, 1959
- E. stegmaieri Bugbee, 1975
- E. stenostigma Thomson, 1876
- E. stepicola Zerova, 1978
- E. stepposa Zerova, 1980
- E. stigmi Ashmead, 1895
- E. striatifacies Girault, 1925
- E. striatigena Kieffer, 1910
- E. striatula Cameron, 1905
- E. strigifrons Thomson, 1876
- E. strigosa Bugbee, 1982
- E. striolata Ratzeburg, 1848
- E. studiosa Say, 1836
- E. subelongati (Yang, 1996)
- E. subfusca Bugbee, 1945
- E. subsanguinea Girault, 1926
- E. sulcata Kieffer, 1905
- E. swezeyi Fullaway, 1953
- E. sylvarum (Szelényi, 1975)
- E. systoloides Crawford, 1910
- E. tanjorensis Narendran, 1994
- E. tapio Claridge, 1959
- E. taraxaci Zerova & Klymenko, 2010
- E. tatipakensis Chandy Kurian, 1954
- E. tellis Walker, 1839
- E. tenebrica Crosby, 1909
- E. tenuis Bugbee, 1941
- E. tephritidis Fullaway, 1953
- E. tepicensis Ashmead, 1895
- E. terebinthi Rondani, 1877
- E. terrea Bugbee, 1951
- E. tessariae Kieffer, 1910
- E. testaceitarsis (Cameron, 1905)
- E. thoraxica Zerova, 2008
- E. tibiaspinae Zerova, 2008
- E. tilicola Hedqvist, 1966
- E. tinctipennis Cameron, 1911
- E. toddaliae Risbec, 1952
- E. tokatensis Doganlar & Çam, 1991
- E. tolidepepra Delvare, 1988
- E. tomici Ashmead, 1894
- E. transvaalensis Cameron, 1911
- E. transversa Zerova, 2005
- E. tricolor (Girault, 1913)
- E. tricoloripes Girault, 1915
- E. truncata Boheman, 1836
- E. truncatella Zerova, 1978
- E. trypeticola Zerova, 1978
- E. tulaya Özdikmen, 1904
- E. tumida Walker, 1844
- E. tumoris Bugbee, 1962
- E. tuomurensis Liao, 1985
- E. turkestanica Zerova & Fursov, 1991
- E. turkezia Zerova & Cam, 2003
- E. turkomanica Zerova, 1995
- E. tylodermatis Ashmead, 1896
- E. udara Narendran, 1994
- E. undata Bugbee, 1941
- E. unicolor Zerova, 1978
- E. ussuriensis Zerova, 1995
- E. vadosa Bugbee, 1945
- E. varicolor Silvestri, 1915
- E. varivena Girault, 1929
- E. venula Bugbee, 1945
- E. verbasci Erdös, 1969
- E. verbena Ferrière, 1931
- E. vernonia Bugbee, 1967
- E. verticillata (Fabricius, 1798)
- E. victori Zerova & Klymenko, 2010
- E. virescentis Erdös, 1969
- E. vitis (Saunders, 1869)
- E. vittata (Howard, 1897)
- E. volkovi Zerova, 1994
- E. vulgata Brèthes, 1916
- E. wachtli Mayr, 1878
- E. walshi Howard, 1897
- E. werauhia Gates, 2004
- E. xantherella Girault, 1915
- E. xanthopus Cameron, 1905
- E. xinganensis Yang, 1996
- E. xylophaga Yang, 1996
- E. xylotrechi Ferrière, 1933
- E. yagii Ishii, 1938
- E. yangi Özdikmen, 2011
- E. yemeni Zerova, 2008
- E. yunnanensis Yang, 1996
- E. zerovai Özdikmen, 2011
- E. zlatae Zerova & Klymenko, 2010
- E. zykovi Zerova, 1995